# Bone Caves
Die Bone Caves sind Höhlen in den Northwest Highlands in Schottland. Sie liegen in der dünnbesiedelten Region von Assynt, etwa fünf Kilometer südlich der kleinen Ortschaft Inchnadamph und rund 35 Kilometer nördlich von Ullapool. Ihren Namen erhielten sie, nachdem bei geologischen Untersuchungen Ende des 19. Jahrhunderts Knochen von eiszeitlichen Tieren entdeckt worden waren.

## Lage
Die Bone Caves liegen im Tal des Allt nan Uamh, eines kleinen Bachs, der südöstlich des Ben More Assynt entspringt und etwa zwei Kilometer westlich der Höhlen, kurz nachdem er die Straße A837 unterquert, in den River Loanan, einen Zufluss des Loch Assynt, mündet. Der gälische Name des Bachs lässt sich mit Bach der Höhlen übersetzen. Die Bone Caves befinden sich auf der orographisch linken Seite des Tals, etwas oberhalb des Talgrunds in den Kalksteinklippen des Creag nan Uamh, die etwa hundert Meter über dem Tal aufragen.
In den Wänden liegen vier größere und diverse kleinere Höhlen. Die großen Höhlen tragen entsprechend den gefundenen Knochen von Ost nach West die Namen Fox’s Den (Saobhaidh Sionnaich), Bone Cave (Uamh nan Cnàmhan), Reindeer Cave (Uamh nan Rèin-fhiadh) und Badger Cave (Uamh nam Broc). Die durch Gänge miteinander verbundenen Höhlen bilden eines der größten Höhlensysteme Schottlands, dessen schmale Gänge und Spalten bis zu einen Kilometer in den Berg hineinreichen. Ohne spezielle Ausrüstung sind jeweils nur die ersten Meter begehbar.

## Entstehung

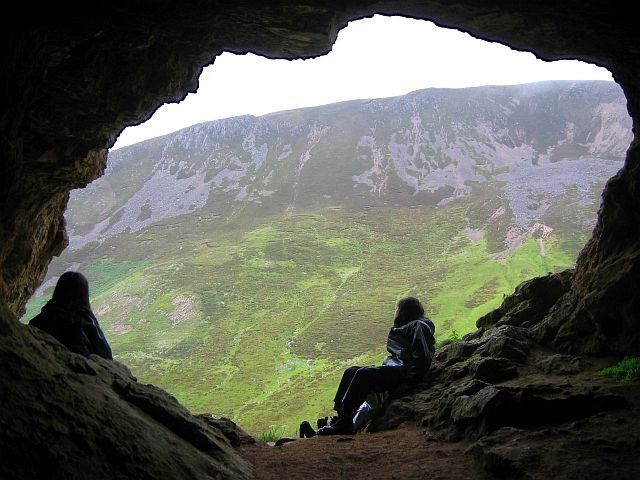
Blick aus einer der Höhlen auf die gegenüberliegende Talseite des Allt nan Uamh

Die Höhlen entstanden vor über 150.000 Jahren in der Überschiebung des Moine Thrust. Der weichere Kalkstein wurde hier zwischen zwei Schichten im Laufe der Jahrtausende durch die Erosion aufgelöst, worauf sich allmählich das Höhlensystem entwickelte. Dieses lag ursprünglich knapp oberhalb des Talgrunds, der erst durch die folgenden Eiszeiten auf das heutige Niveau abgesenkt wurde.

## Funde
Erstmals wurden die Höhlen 1889 durch die beiden Geologen Benjamin Neeve Peach und John Horne untersucht, die im Eingangsbereich der Höhlen diverse Tierknochen entdeckten. Erste umfangreichere Ausgrabungen fanden 1926 statt. Neben Rentiergeweihen und Zähnen eines Bären wurden Knochen von Fröschen, Schlangen und Wildkatzen entdeckt. Im Folgejahr wurden die Ausgrabungen fortgesetzt und weitere Knochen und Geweihreste entdeckt. Im Laufe der Folgejahre gab es weitere Ausgrabungen. Entdeckt wurden eine Vielzahl von Rentierknochen im Alter zwischen 47.000 und 8300 Jahren, der Schädel eines Eurasischen Luchses – bislang der einzige Fund dieser Art in Schottland – sowie Knochenreste von Lemmingen, Polarfüchsen, Wölfen und Braunbären. Nicht ganz gesichert ist die Zuordnung einzelner Bärenknochen zu einem Eisbären.
In der Reindeer Cave fanden sich zudem menschliche Überreste, entdeckt wurde unter anderem ein Schädel, der offensichtlich beigesetzt worden war. Dieser und weitere Knochen stammten von insgesamt vier Menschen, die dort wahrscheinlich begraben worden waren Mit der Radiokarbonmethode konnten die menschlichen Knochen auf ein Alter von 4515 bis 4720 Jahren datiert werden. Dauerhaft als Wohnstätte wurden die Höhlen aber wahrscheinlich nicht benutzt, es wird von einer temporären Nutzung beispielsweise für die Jagd ausgegangen. Jüngere Tierfunde sind etwa 4500 Jahre alt, die Knochen von Rothirschen, Rehen, Kaninchen, Dachsen, Baummardern sowie Moorhühnern und Birkhühnern lassen annehmen, dass die Highlands in diesem Bereich früher bewaldet waren. Nicht alle Tierknochen sind auf die Nutzung der Höhlen durch Tiere zurückzuführen, teilweise sind diese auch durch Erosionsprozesse in die Höhlen eingetragen worden.